# Menaforia tripartita
Menaforia tripartita là một loài tò vò trong họ Ichneumonidae.